# John Folda

Bischofswappen von John Thomas Folda

John Thomas Folda (* 8. August 1961 in Omaha, Nebraska, USA) ist ein US-amerikanischer Geistlicher und Bischof von Fargo.

## Leben
John Folda empfing am 27. Mai 1989 das Sakrament der Priesterweihe durch den Bischof von Lincoln, Glennon Patrick Flavin.
Am 8. April 2013 ernannte ihn Papst Franziskus zum Bischof von Fargo. Die Bischofsweihe spendete ihm der Erzbischof von Saint Paul and Minneapolis, John Clayton Nienstedt, am 19. Juni 2013. Mitkonsekratoren waren der Erzbischof von Denver, Samuel Joseph Aquila, und der Bischof von Lincoln, James Douglas Conley.